# Mircse
Mircse (más néven Mércse) (ukránul: Мирча [Mircsa]) falu Ukrajnában, Kárpátalján, az Ungvári járásban.

## Fekvése
Az Ung völgyében, annak jobb oldalán, Nagybereznától délre, Kisberezna és Bercsényifalva közt fekvő település.

## Nevének eredete
Mircse neve talán személynévi eredetű. Nevét az 1903-as helységnévrendezéskor Mércse alakra módosították, de 1939-ben visszakapta eredeti nevét.

## Története
A település a 16. században keletkezett. Nevét az oklevelek 1543-ban említették először „Mÿrche” néven; 1550-ben „Miirche”, „Mÿertze” néven. 1696-ban „Mércse”, 1785-ben „Mircse” formában említik.
A 18. század végén Vályi András így ír róla: „MIRCSE. Orosz falu Ungvár Várm. földes Ura a’ K. Kamara, lakosai többen ó hitűek, fekszik Ung vize mellett, határja középszerű, vagyonnyai meg lehetősek.”
1800 körül „Merse”, 1851-ben „Mircse” alakban találjuk.
Fényes Elek 1851-ben kiadott geográfiai szótárában így ír a faluról: „Mircse, orosz falu, Ungh vmegyében, N. Berezna fiókja. 352 gör. kath., 18 zsidó lak. F. u. a kamara. Ut. p. Ungvár.”
1913-ban „Mércse” néven írták. A trianoni béke előtt Ung vármegye Nagybereznai járásához tartozott. Az első világháborút követően a mesterségesen létrehozott Csehszlovákiához csatolták, majd 1938-tól ismét Magyarországhoz tartozott 1944 őszéig, amikor a szovjet csapatok megszállták.
Ennek következtében 1945-ben az Ukrán Szovjet Szocialista Köztársaság, s ezzel együtt a Szovjetunió részévé vált. 1991 óta a független Ukrajna része.

## Népessége
1910-ben 501 lakosából 4 magyar, 38 német, 19 szlovák, 439 ruszin és 1 egyéb anyanyelvű volt; vallását tekintve pedig 26 római katolikus, 439 görögkatolikus és 38 izraelita.
| 1910 | 501 |
| 2001 | 674 |

A népesség anyanyelv szerinti megoszlása a teljes népesség %-ában (2001)

## Közlekedés
A települést érinti a Csap–Ungvár–Szambir–Lviv-vasútvonal.